# Thomas Meighan

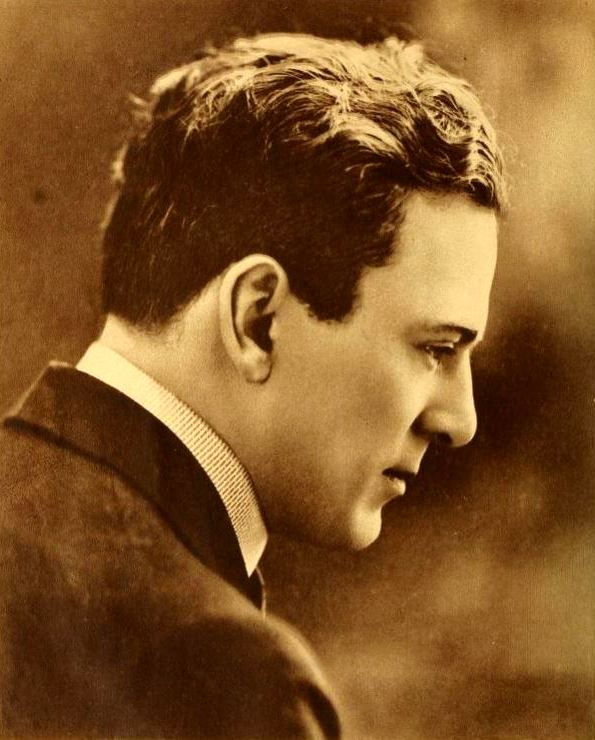
Thomas Meighan, 1920.

Thomas Meighan, född 8 april 1879 i Pittsburgh, Pennsylvania, död 8 juli 1936 i Great Neck, Long Island, New York, var en amerikansk skådespelare. Under åren 1900-1912 var han skådespelare på Broadway. Meighan hade sin storhetstid som stumfilmsskådespelare under 1910-talet och 1920-talet. Han gjorde då flera huvudroller och spelade mot stjärnor som Mary Pickford, Gloria Swanson, Leatrice Joy, Lila Lee och Lois Wilson. 
Han tilldelades postumt en stjärna på Hollywood Walk of Fame. Den finns vid adressen 1719 Vine Street.

## Filmografi, urval
- 1916 – En arvinge till varje pris
- 1918 – Vildkatten i Red Gulch
- 1918 – Jakten efter en fästmö
- 1919 – Mirakelmannen
- 1920 – Varför byter mannen hustru?
- 1922 – Hans bättre jag
- 1922 – Lika inför lagen
- 1922 – Amatörpappan
- 1922 – Den fattige miljonären
- 1922 – Mannen med sjätte sinnet
- 1922 – En folkets man
- 1923 – En flicka på varje finger
- 1923 – Familjens olycksfågel
- 1924 – Förste styrman på Langland
- 1925 – Kärleksprovet
- 1926 – Hans brud från Florida
- 1926 – Modern ungdom
- 1928 – The Racket
- 1929 – Fingeravtrycket